# Unione Calcio Sampdoria (féminines)
Maillots
Actualités
L'Unione Calcio Sampdoria Femminile est la section féminine de la Sampdoria de Gênes. Créée en 2021, elle évolue depuis en Serie A.

## Histoire
Le 15 juin 2021, le président de la Sampdoria de Gênes, Massimo Ferrero, annonce la création d'une section féminine, alors que le club ne comptait des équipes féminines que dans les catégories de jeunes. Le club achète la licence du Florentia San Gimignano pour évoluer directement en Serie A femminile. Antonio Cincotta, ancien entraîneur de la Fiorentina, devient le premier entraîneur de la Sampdoria féminine.
Pour sa première saison dans l'élite du football italien, la Samp termine à la 6e place au classement et donc valide son maintien pour la saison suivante.
En Coupe nationale, le club qui passe la phase régionale avec brio, termine quart-de-finaliste après s'être fait éliminer par l'AC Milan.